# Rybno (powiat działdowski)

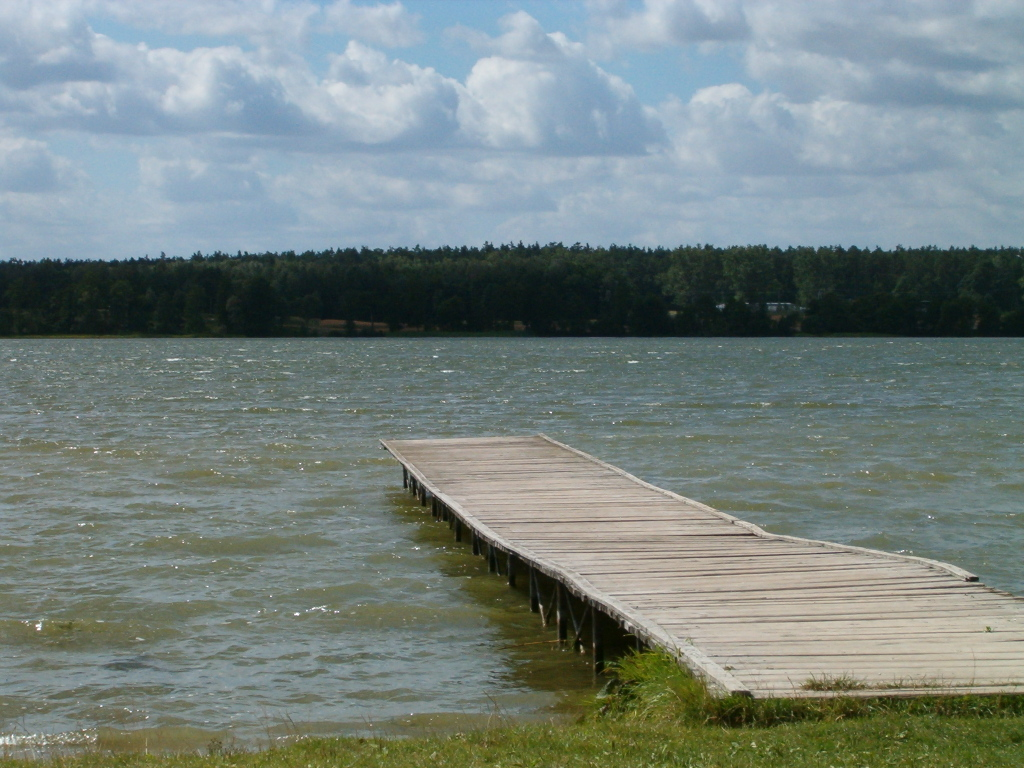
Jezioro Zarybinek

Rybno (niem. Rybno, Ribno, do 1945 Rübenau) – wieś w Polsce położona w województwie warmińsko-mazurskim, w powiecie działdowskim, siedziba gminy Rybno.
W okresie międzywojennym Rybno było siedzibą Komisariatu Straży Celnej „Rybno”.
W latach 1975–1998 miejscowość należała administracyjnie do województwa ciechanowskiego.
We wsi znajduje się kościół z XVIII w., w XIX w. rozbudowano go dodając neogotycką kruchtę, obok powstał trzykondygnacyjny dom parafialny.
W Zespole Szkół przy ul. Sportowej 24 znajduje się głaz narzutowy (granit) „Cyryl” o obwodzie 910 cm i wysokości 250 cm powołany pomnikiem przyrody nieożywionej w 2015 roku.

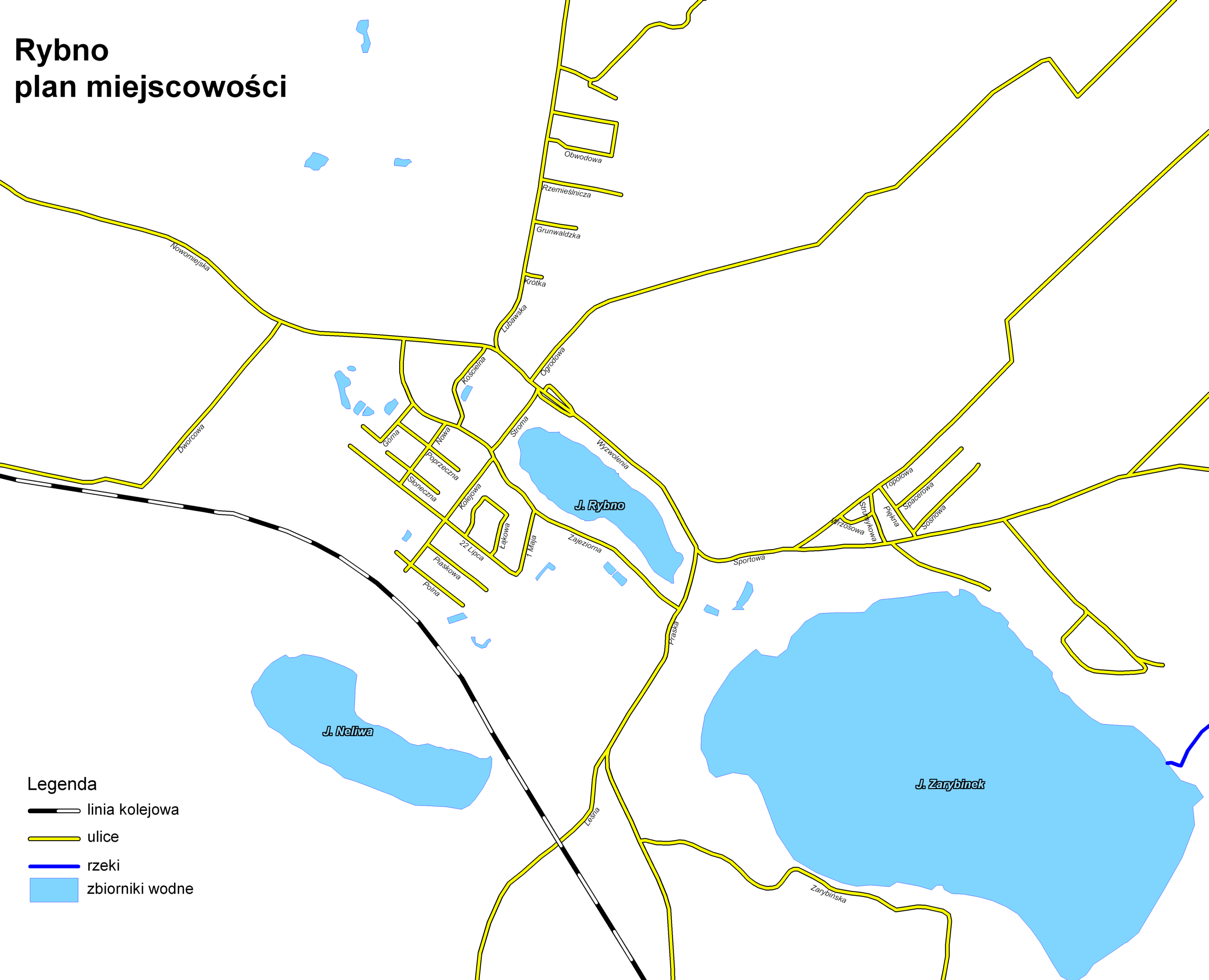
Plan miejscowości Rybno

## Ludzie związani z miejscowością
- Anastazy Nadolny (ur. 8 stycznia 1937 w Rybnie) – ksiądz katolicki z diecezji pelplińskiej, profesor, historyk Kościoła.